# Кодру (Сучава)
Кодру (рум. Codru) насеље је у Румунији у округу Сучава у општини Кажвана. Oпштина се налази на надморској висини од 426 m.

## Становништво
Према подацима из 2002. године у насељу је живело 135 становника, од којих су сви румунске националности.